# Cavendishia sophoclesioides
Cavendishia sophoclesioides är en ljungväxtart som beskrevs av A.C. Smith. Cavendishia sophoclesioides ingår i släktet Cavendishia och familjen ljungväxter. Inga underarter finns listade i Catalogue of Life.